# Drapeau ethnique

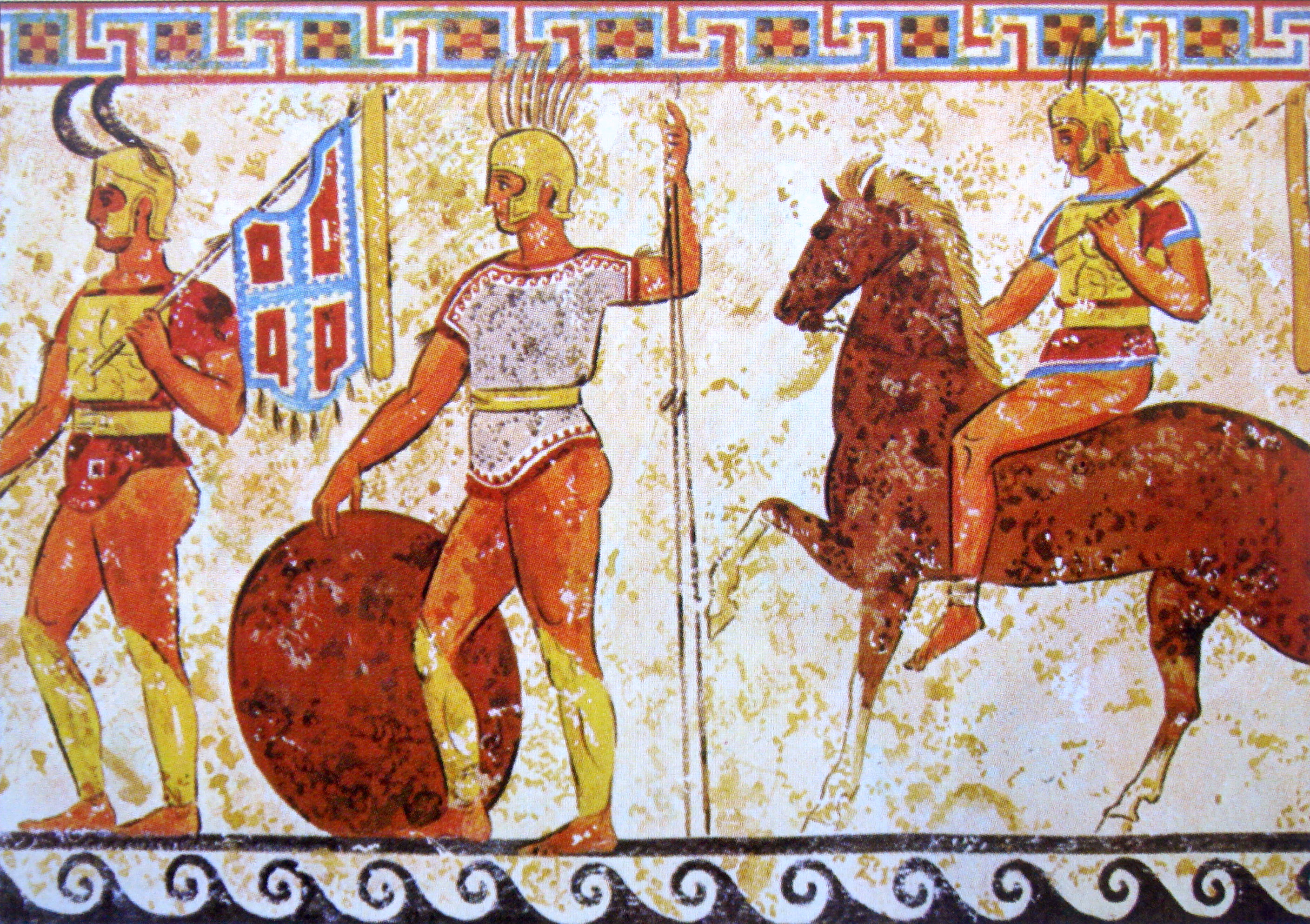
À gauche, drapeau du peuple samnite dans une frise décorant un tombeau à Paestum en Lucanie, IVe siècle av. J.-C.

Un drapeau ethnique est une forme de représentation utilisée par un groupe culturel, historique, linguistique, religieux ou tout cela à la fois, communément appelé « ethnie », pour être arboré là où des membres de ce groupe veulent manifester leur identité culturelle. Un drapeau ethnique n'identifie qu'une ethnie, et non une région traditionnelle, un territoire officiellement délimité ou un territoire revendiqué.
Aucun drapeau ethnique n'a de statut officiel. Tous sont utilisés de facto là où ils sont tolérés. À titre d'exemples, le drapeau des Gagaouzes n'est pas celui de la Gagaouzie (qui ne les englobe pas tous) et le drapeau du Tibet n'est pas celui de la région autonome du Tibet,,,. Pour ces raisons, tous peuvent être considérés comme « fictifs » par les auteurs pour lesquels seuls les drapeaux officiellement reconnus par un État ou par l'ONU sont « réels ».
Les drapeaux ethniques peuvent représenter :
- des peuples autochtones tels qu'ils sont définis par le Haut-Commissariat des Nations unies aux droits de l'homme[6], représentant environ 370 millions de personnes dans le monde, dont 70 % en Asie[7] ;
- d'autres groupes ethniques[8], qui sont loin d'avoir tous choisi un drapeau, dont les définitions sont variables et discutées, et qui ne représentent parfois que des ensembles disparates, mais se reconnaissant néanmoins des appartenances communes, tels les Roms[9].

## Drapeaux de peuples autochtones

### Autochtones d'Afrique

Drapeau amazigh (Berbères d'Afrique du Nord)
Drapeau des Toubous-Goranes (Niger, Libye, Tchad et Soudan)
Drapeau des Fours du Darfour (Soudan).
Drapeau des Dinka ou Jiengs (Soudan du Sud).
Drapeau des Amharas (Éthiopie).
Drapeau des Tigréens (Éthiopie, Érythrée).
Drapeau des Afars (Afar : Éthiopie, Djibouti, Érythrée, Somalie).
Drapeau des Oromos (Oromia en Éthiopie, Kenya et Somalie).
Drapeau des Ashantis (Ghana).
Drapeau des Ewe (Ghana, Togo et Bénin).
Drapeau des Foulbé d'Adamaoua (Nigeria, Cameroun, Tchad)
Drapeau des Bamiléké (Nigéria, Cameroun).
Drapeau des Ogonis (Nigeria).
Drapeau des Igbos (Nigeria).
Drapeau des Bubis (île de Bioko, Guinée équatoriale).
Drapeau des Bakonjo (Ouganda)[réf. nécessaire].
Drapeau des Masaïs (Kenya et Tanzanie).
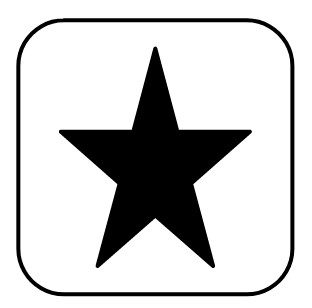
Yoonir : Symbole de la religion sérère et du peuple sérère (du Sénégal, de la Gambie et de la Mauritanie). Le symbole est également représenté dans le Mythe de la création des Sérères[10],[11],[12],[13],[14],[15],[16].

### Autochtones d'Amérique du Nord

#### Peuples autochtones duCanada

Drapeau des Iroquois (Canada)
Drapeau des MicMacs (Québec)
Drapeau des Eel Ground Natuaqanek (Nouveau-Brunswick)

#### Peuple inuit

Drapeau des Inuits (Nunavut et Nunavik au Canada, Groenland).
Drapeau des Inuits du Nunavik au Québec.

### Autochtones amérindiens desÉtats-Unis

Drapeau des Cheyennes (Montana).
Drapeau des Arapahos (Wyoming).
Drapeau des Sioux Oglala (Dakota du Sud).
Drapeau des Amérindiens Sacs et Renards (Iowa).
Drapeau des Cherokees (Oklahoma).

### Autochtones d'Amérique centrale

Drapeau des Mayas (Mexique, Guatemala).
Drapeau des Garifunas (Honduras, Belize, Guatemala).

### Autochtones d'Amérique du Sud

Drapeau des Amérindiens de Colombie[17].
Drapeau des Quechuas de Bolivie et du Pérou[18].
Drapeau des Aimaras de Bolivie et du Pérou.
La Guñelve (es) mapuche du Chili symbolise l’« étoile de l'aube » (étoile d’Arauco : la planète Vénus)[19].
Ancien drapeau mapuche  à l’étoile d’Arauco.
Le drapeau ''Wenufoye'' (es) adopté en 1992 par le Conseil de toutes les terres mapuches[20].
Drapeau des Mapuches-Tehuelches d'Argentine[21].
Drapeau huilliche de Chiloé.
Drapeau pehuenche du Chili.
Drapeau lafquenche du Chili.
Drapeau des Alacalufs du Chili[22] par Gabriela Paterito[23].

### Autochtones d'Asie

Drapeau des Kurdes (Turquie, Syrie, Irak, Iran).
Drapeau des Zazas de Turquie[24].
Drapeau des Turcomans d'Irak[25].
Drapeau des Azéris d'Iran.
Drapeau des Arabes d'Iran[26].
Drapeau des Pachtounes (Afghanistan, Pakistan).
Drapeau des Sindis du Pakistan.
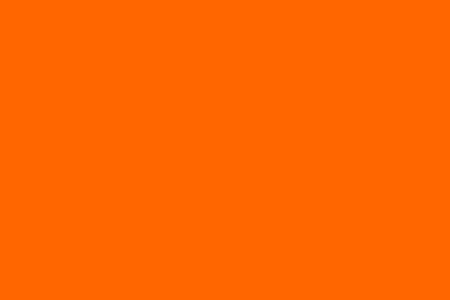
Drapeau des Sindis de l'Inde[27].
Drapeau des Burushaskis du Pakistan[28].
Drapeau des Kashmiris (Cachemire, au Pakistan et en Inde).
Drapeau des Ladakhis (Ladakh, au Cachemire, en Inde)[29].
Drapeau des Chagossiens (archipel Chagos et île Maurice, Océan Indien)[30]
Drapeau des Bodos (Inde).
Drapeau des Juifs Bnei Menashe (Inde, Birmanie).
Drapeau des Mongols de Chine.
Drapeau des Ouïgours (Chine).
Drapeau des Tibétains (Chine, Inde, Népal, Bhoutan).
Drapeau des Hani (Birmanie, Thaïlande, Laos et Chine)[31].
Drapeau des Khmers Krom du Viêt Nam[32].
Drapeau des Acehnais de Sumatra en Indonésie[33].
Drapeau des Moluquois d'Indonésie.
Drapeau des Aïnous du Japon et de Russie[34].

### Autochtones d'Océanie

Drapeau des papous indépendantistes de Papouasie-Occidentale   (occupation indonésienne).
Drapeau des Aborigènes d'Australie[35].
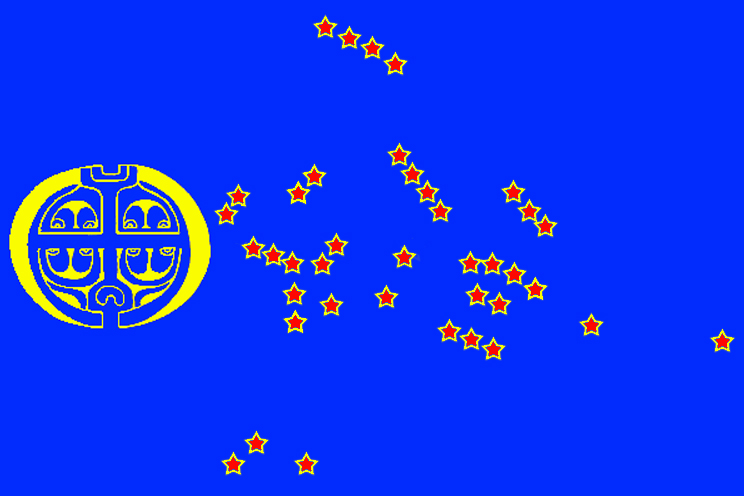
Drapeau des Polynésiens, créé par Herb Kawainui Kāne.
Drapeau tino rangatiratanga, des Maoris de Nouvelle-Zélande, créé par Harold Thomas.
Drapeau des Moriori des îles Chatham (Nouvelle-Zélande)[36].
Drapeau des Polynésiens d'Hawaï[37]
Drapeau des Kanak (indépendantistes) de Nouvelle-Calédonie (France).
Drapeau des Polynésiens de Polynésie française, drapeau de l'Archipel de la Société (France).

## Drapeaux de groupes ethniques divers

### Groupes ethniques présents sur plusieurs continents

Drapeau panarabe (Asie, Afrique ; adopté par la révolte arabe en 1916)
Drapeau ethnique des américains hispanophones[38]
Drapeau aux couleurs slaves (Europe, Asie)
Drapeau des Roms
Drapeau des Tatars Nogais (Dobrogée en Roumanie, Crimée, Ukraine et Russie méridionales, Daghestan, Azerbaïdjan, Turquie)[39]

### Autres groupes ethniques présents enAfrique

Drapeau des Afrikaners d'Afrique du Sud.

### Groupes ethniques présents enAmérique du Nord

Drapeau des Acadiens (Canada et États-Unis).
Drapeau des Franco-Américains
Drapeau des Franco-Albertains
Drapeau des Franco-Ontariens (Canada)
Drapeau des Franco-Ténois (Canada)
Drapeau des Franco-Terreneuviens (Canada)
Drapeau des Cadiens (Louisiane, États-Unis[40])
Nation Métis de la Saskatchewan et du Québec (Canada)
Nation Métis du Manitoba et des Territoires du Nord-Ouest (Canada)
Drapeau des Afro-Américains[40]

### Groupes ethniques présents auProche-Orientet auCaucase

Drapeau des Adjars de Géorgie[41]
Drapeau des assyriens/chaldéens (Irak, Syrie, Iran, sud-Est de la Turquie et Liban)
Drapeau des syriaques/araméens (Irak, Syrie, Iran, sud-Est de la Turquie et Liban)
Drapeau des Druzes (Syrie, Liban, Israël, Jordanie)
Drapeau des Kumyks du Daghestan[42].
Drapeau des Meskhètes (Géorgie, Azerbaïdjan, Kazakhstan, Russie méridionale et Turquie)[43].

### Groupes ethniques présents enEurope

Drapeau sami (Laponie).
Drapeau des Ladins (Italie du Nord).
Drapeau des Frisons de Frise-du-Nord (Allemagne).
Drapeau des Frisons du district de Saterland (Allemagne).
Drapeau des Frisons de la province de Frise (Pays-Bas).
Drapeau des Võros (Võrumaa en Estonie).
Drapeau des Lives (Lettonie).
Drapeau des Sorabes de Lusace (Allemagne).
Drapeau des Silésiens (Pologne).
Drapeau des Kachoubes (Pologne).
Drapeau des Magyars (Hongrie, Autriche, Slovénie, Slovaquie, Ukraine subcarpathique, Roumanie et Serbie).
Drapeau des Sicules (Transylvanie, Roumanie).
Drapeau des Rusyns (Pologne, Slovaquie, Ukraine)
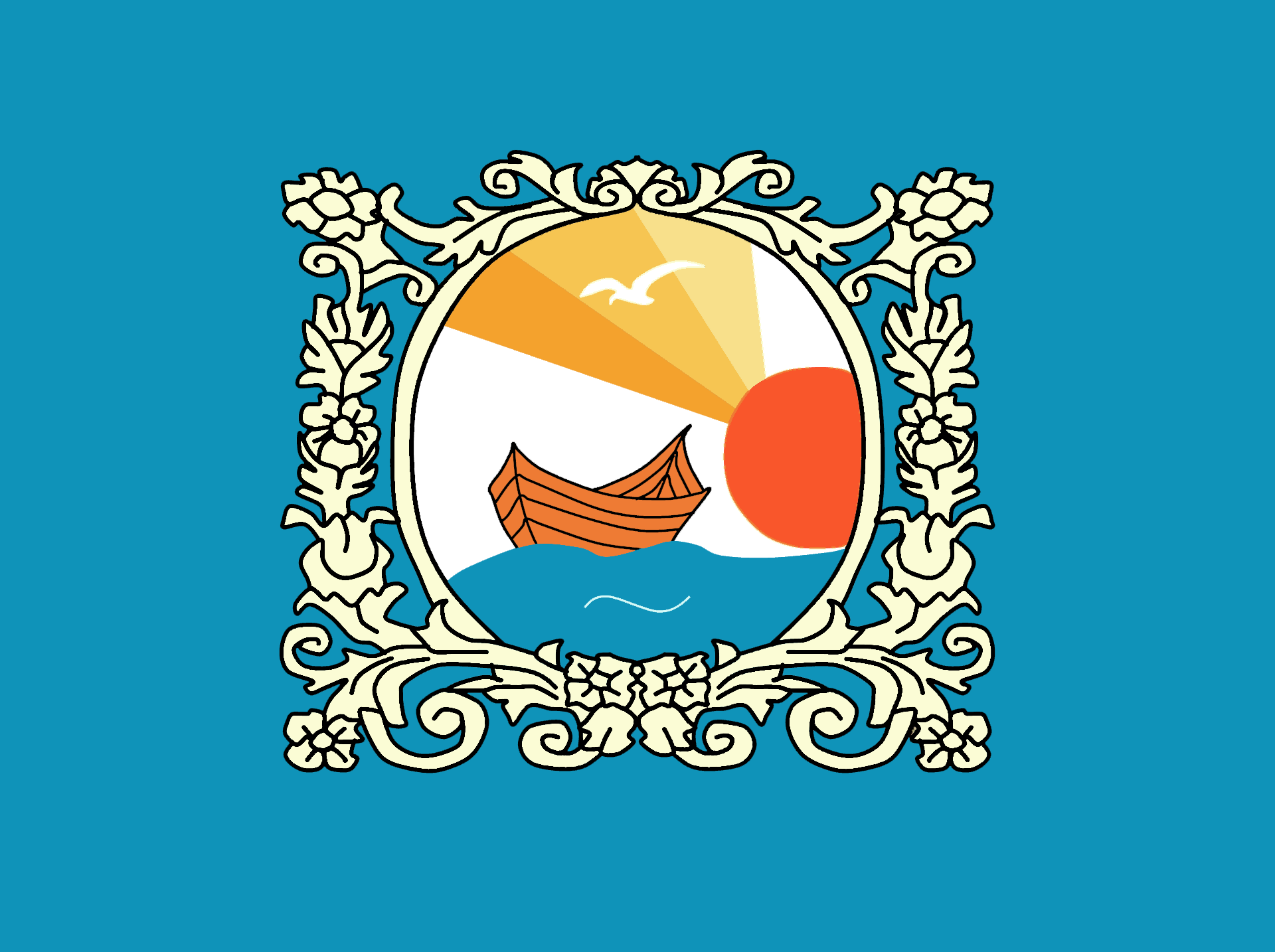
Drapeau des Lipovènes (Roumanie et Ukraine).
Drapeau des Gagaouzes (Moldavie et Ukraine).
Drapeau des Cosaques du Don (Russie).
Drapeau des Roumains (Bulgarie, Hongrie, Moldavie, Roumanie et Ukraine)
Drapeau des roumanophones de Serbie.
Drapeau des Aroumains (Balkans).
Drapeau des Macédoniens slaves ethniques (Bulgarie, Macédoine du Nord, Grèce du Nord).
Drapeau des Grecs d'Albanie (Épire du Nord).
Drapeau des Chypriotes grecs (Chypre).
Drapeau des Grecs pontiques (pourtour de la mer Noire).
Drapeau des Bosniaques (Bosnie-Herzégovine et des Sanjakis (Sandjak de Novipazar).
Drapeau des Tatars de Podlachie (Biélorussie et Pologne).
Drapeau des Tatars de Crimée[44].
Drapeau des Yéniches (Allemagne, Autriche, Belgique et France).